# Felicidad (canción de ABBA)
«Felicidad» es una canción y un sencillo que publicó el grupo sueco ABBA en Argentina. Es la versión en español de Happy New Year.

## La canción
La música de la canción fue compuesta por Björn y Benny, pero la letra la tradujo Mary y Buddy McCluskey. Fue grabada en julio de 1980,
 en los estudios de Polar Music, grabada primeramente en inglés. La canción habla sobre las reflexiones que uno tiene en el momento de brindar, y un deseo muy grande de que todo el mundo tenga felicidad. Aparece en el disco ABBA Oro como la pista número 11.
ABBA siguió grabando versiones en español de algunas de sus canciones para facilitar el éxito en los países hispanohablantes, por eso la canción fue grabada sólo para publicarse en la versión de latinoamericana de Super Trouper, donde la reemplazarían en lugar de su versión en inglés, al igual que hicieron con "Andante, Andante".
"Felicidad" sólo fue lanzada como sencillo en Argentina donde tuvo el éxito suficiente para posicionarse en el número 5. También fue lado B en El Salvador en el sencillo "Andante, andante".

## El Lado B
Super Trouper fue el lado B de este sencillo. Fue escrita por Benny y Björn, siendo grabada el 3 de octubre de 1980. "Super Trouper" es un gran foco que se usa para iluminar a los artistas durante sus presentaciones. La canción cuenta como una artista está cansada de la vida que le ocasiona la fama que posee, pero recobra las esperanzas al saber que su pareja irá a verla. Este tema viene incluido en el álbum Super Trouper, como la pista número uno.

## El vídeo
Fue grabado del 3 al 8 de octubre de 1980, en los estudios de Europa films, las oficinas de Polar Music y el viejo apartamento de Lasse Hallström, quien lo dirigió. Es una copia casi exacta del video de "Happy New Year", con diferentes imágenes de la fiesta y close-ups en diferentes momentos de la canción.
Actualmente sólo está disponible en el Bonus Track de los DVD de The Definitive Collection (DVD) y The Complete Studio Recordings.

## Posicionamiento
| Lista                          | Posición |
| ------------------------------ | -------- |
| Peru Top 10 Singles Chart      | 1        |
| Argentina Top 10 Singles Chart | 5        |